# Can Llevallol
Can Llevallol o Llavallol és una masia de Vallvidrera, situada entre el coll de Can Cuiàs i el pantà de Vallvidrera, catalogada com a bé amb elements d'interès (categoria C) i inclosa a l'Inventari del Patrimoni Arquitectònic de Catalunya.

## Història
El nom de Llavallol, més o menys modificat, apareix en documents del 1565. El 1636, la pubilla Eulàlia Marquesa i Llavallol era casada amb Gaspar Castellví. Des d'aquesta data hi ha descendents fins a l'any 1849, quan sembla que s'extingí el cognom.
A mitjan segle xix, Josep Bosch i Canet, de Sarrià, va comprar la finca. Josep Bosch i Ximenis, casat amb Joana Miralles, va passar temps a Suïssa per a tractar-se la tuberculosi, on va veure vaques estabulades. Va voler implantar aquest nou sistema, fent construir el 1910 la Granja Llavallol, al costat de la masia, segons el projecte de Josep Jujol i Brull. És un edifici rectangular, cobert amb teulada a dues aigües, amb un cos central més elevat. Les façanes estan decorades amb arcs de mig punt, de maó vist.
A la mateixa finca, davant de la masia, hi ha la font de Can Llevallol, que als anys 1950 es va embotellar per vendre, en garrafes de vidre de vuit litres, que es pujaven des de la font fins a la masia en un petit telefèric, enginy reciclat d’un antic camp de futbol de Barcelona. El telefèric i nombroses garrafes de vidre encara es conserven a la masia.
L'actual propietari és Josep Sangrà i Bosch, de Can Canals-Miralles, besnet de Ramon Miralles, que fou alcalde de Sarrià quan l'annexió a Barcelona.

## Descripció
Masia aïllada envoltada de terres de conreu i de bosc, molt modificada.
Edifici asimètric allargat, amb teulades a vàries vessants. Façanes llises amb obertures. En un turó proper hi ha la creu d'en Llevallol, enderrocada durant la Guerra Civil i bastida de nou més tard.
A prop de la casa es conserva l'edifici destinat a vaqueria.